# Arakawa
Arakawa (japanisch 荒川区, -ku) ist einer der 23 Bezirke Tokios, der Hauptstadt Japans. Der Name des Bezirks ist abgeleitet vom gleichnamigen Fluss.

## Geschichte
Während der Edo-Zeit war der Bezirk noch ländlich geprägt. Während der Industrialisierung in der Meiji-Zeit siedelten sich am Ufer des Arakawa Fabriken an. Am 1. Oktober 1932 wurde die Gegend in das alte Tōkyō eingemeindet und zu einem der damals 35 Stadtbezirke.

## Verkehr
- Straße:
  - Nationalstraße 4 (Nikkō Kaidō), nach Chūō oder Aomori
- Zug:
  - JR Yamanote-Linie (Ringlinie), von Nishi-Nippori oder Nippori
  - JR Keihin-Tōhoku-Linie, von Nishi-Nippori oder Nippori nach Ōmiya oder Yokohama
  - JR Jōban-Linie, von Nippori, Mikawashima oder Minami-Senju nach Ueno oder Sendai
  - Toden Arakawa-Linie (Straßenbahn), von Minowabashi, Arakawa-Itchū-mae, Arakawa-ku-Yakusho-mae, Arakawa Nichōme, Arakawa Nanachōme, Machiya-ekimae, Machiya Nichōme, Higashi-Ogu Sanchōme, Kumano-mae, Miyanomae, Odai, Arakawa-Yūenchi-mae oder Arakawa-Shako-mae nach Shinjuku
  - Tōkyō Metro Chiyoda-Linie, von Machiya oder Nishi-Nippori nach Shibuya oder Adachi
  - Tokyo Metro Hibiya-Linie, von Minami-Senju nach Meguro oder Adachi
  - Keisei Hauptlinie, von Nippori, Shin-Mikawashima oder Machiya nach Taitō oder Flughafen Narita
  - MIR Tsukuba-Express, von Minami-Senju nach Akihabara oder Tsukuba
  - Nippori-Toneri Liner (fahrerloser Zug), von Nippori, Nishi-Nippori, Akado-Shōgakkō-mae und Kumano-mae nach Adachi

## Bildung
In Arakawa befindet sich die Tokyo Metropolitan University of Health Sciences (東京都立保健科学大学, Tōkyō-toritsu hoken kakgaku daigaku), die Shuto Daigaku Tōkyō, das Tokyo Metropolitan College of Aeronautical Engineering (東京都立航空工業高等専門学校, Tōkyō-toritsu kōkū kōgyō kōtō semmon gakkō) und der Campus Arakawa des Tokyo Metropolitan College of Industrial Technology (東京都立産業技術高等専門学校, Tōkyō-toritsu sangyō gijutsu kōtō semmon gakkō).

## Politik
- JCP: 5
- CDP: 2
- Yui no kai ("Unity Association"; Tomin First, DPFP, New Party [2018 gegründete Lokalpartei in mehreren municipal assemblies vor allem in Tokyo Metropolis], independents): 6
- Ishin・kosodate no kai ("‘Ishin’ [renewal/restoration], child-rearing association"): 1
- Kōmeitō: 6
- LDP: 10

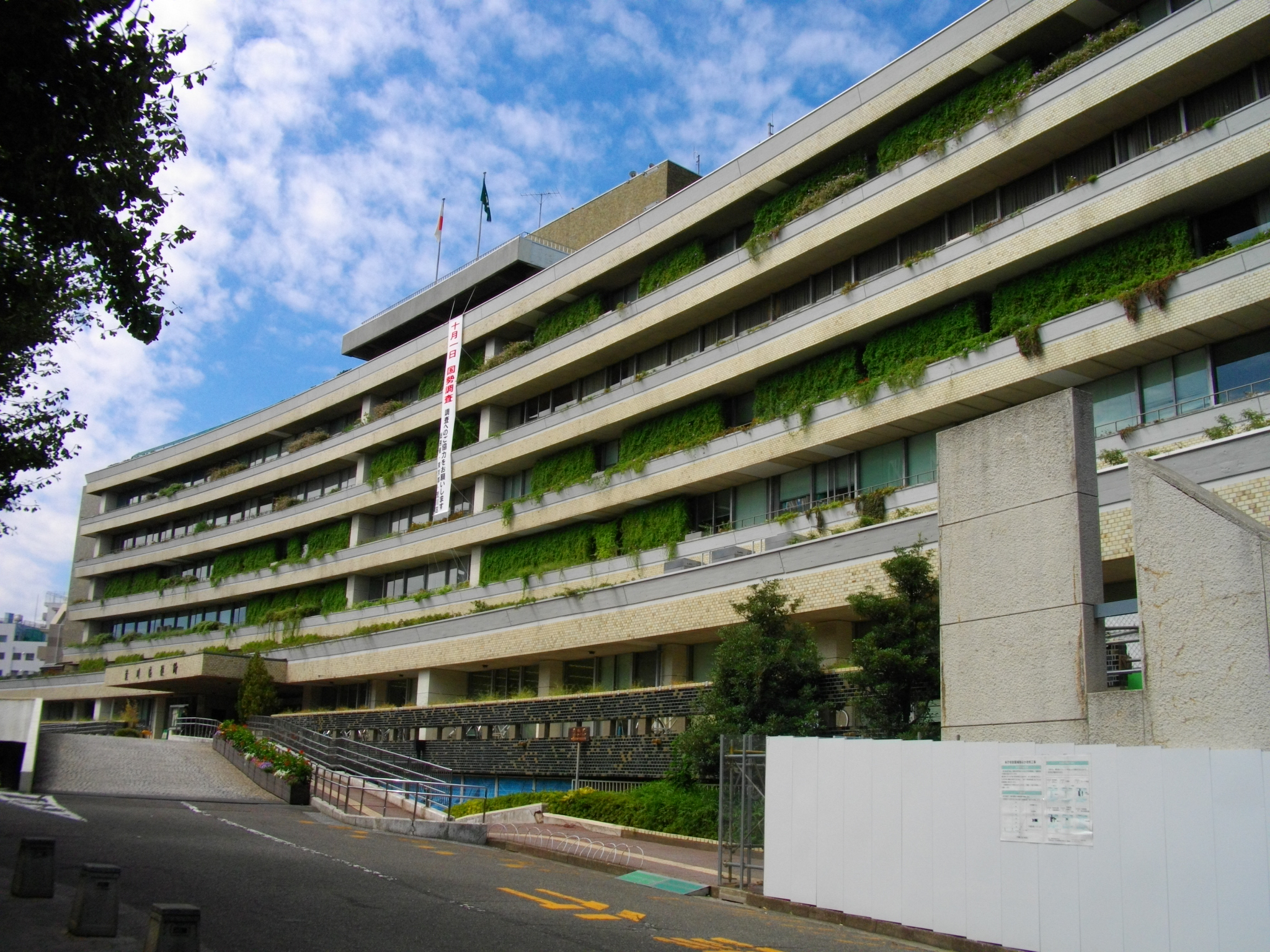
Die City Hall im Ortsteil Arakawa

Zum Bürgermeister von Arakawa City wurde im November 2024 Gaku Takiguchi gewählt, vorher Tomin-First-Abgeordneter in der Assembly von Tokyo Metropolis. Er setze sich gegen den von LDP und Komeito unterstützten ehemaligen City-Assembly-Abgeordneten Takashi Machida und den von der JCP unterstützten Masamichi Mogi durch. Amtsinhaber Taiichirō Nishikawa war nach fünf Amtszeiten nicht mehr angetreten. Die City Assembly hat regulär 32 Mitglieder und wird noch bei einheitlichen Lokalwahlen (zuletzt 2023) gewählt.
Für die Assembly der Tokyo Metropolis ist Arakawa City Zweimandatswahlkreis, bei der Wahl 2021 gingen die Sitze unverändert an Shin’ichi Keino (Kōmeitō) und Gaku Takiguchi (Tomin First). Takiguchis Sitz ist seit seiner Bürgermeisterkandidatur vakant.
Im Repräsentantenhaus, dem Unterhaus des Nationaltags, bildet Arakawa City zusammen mit Teilen von Adachi City seit der Wahl 2024 den neu eingerichteten Tokyo 29th district. Bei der Wahl 2024 ging der Sitz gegen uneinheitliche Opposition – je ein Kandidat von CDP, DPFP, Ishin und JCP – mit gut 33 % der Stimmen an Mitsunari Okamoto von der Komeito.

## Söhne und Töchter der Stadt
- Eri Kamei (* 1988), Mitglied der Morning Musume
- Kōsuke Kitajima (* 1982), Schwimmer
- Jaguar Yokota, Profiwrestlerin

## Städtepartnerschaften
- Donaustadt, Wien (seit 1996)[7]
- Corvallis (Oregon)
- Kamaishi
- Fukushima
- Kōri
- Ishikawa
- Yoshikawa-ku, Jōetsu (früher Yoshikawa)
- Hokuto (früher Takane)
- Chichibu (früher Arakawa)
- Kamogawa
- Ōtaki

## Angrenzende Städte und Gemeinden
- Tokio: Stadtbezirke Bunkyō, Taitō, Sumida, Kita, Adachi